# Helina baoshanensis
Helina baoshanensis är en tvåvingeart som beskrevs av Xue och Li 2000. Helina baoshanensis ingår i släktet Helina och familjen husflugor.
Artens utbredningsområde är Yunnan (Kina). Inga underarter finns listade i Catalogue of Life.